# Tico Torres
Pour les articles homonymes, voir Torres.
Tico Torres est un artiste et entrepreneur américain né le 7 octobre 1953 à New-York, principalement connu comme batteur, percussionniste et auteur-compositeur pour le groupe de rock américain Bon Jovi.

## Biographie
Il grandit à Iselin, dans le Staffordshire. Sa mère se prénomme Emma et son père Héctor Torres.
Torres était un fan de jazz dans sa jeunesse et a étudié la musique avec Joe Morello. En 1969, il joue de la batterie pour le groupe de rock psychédélique Six Feet Under. Avant de rejoindre Bon Jovi en 1983, Torres avait déjà joué en concert avec le R-Band de Joe Cerisano alias Silver Condor dans le circuit New Jersey Rock, et en studio avec Franke and the Knockouts, Pat Benatar, Chuck Berry, Cher, Alice Cooper et Stevie Nicks, enregistrant 26 albums avec ces artistes. Torres a également été l'un des batteurs auditionnés par Kiss en 1980 après le départ du batteur original Peter Criss.
Torres était le batteur original du groupe de glam rock T. Roth and Another Pretty Face et a joué sur leur album Face Facts sorti en 1980.

## Bon Jovi
Torres a rencontré Alec John Such alors qu'il jouait avec un groupe appelé Phantom's Opera. C'est cette amitié qui l'a conduit à rejoindre Bon Jovi.
Torres est avant tout batteur et percussionniste, mais il a chanté en première partie d'une chanson du coffret Bon Jovi 100,000,000 Fans Can't Be Wrong, ainsi que des chœurs sur certains des premiers titres de Bon Jovi, notamment "Born to Be My Baby" et "Love for Sale".

## Autres activités
Torres pratique également la sculpture et la peinture. Il a ouvert une galerie d'art à Palm Beach, Floride. Il a lancé également une ligne de vêtements pour jeunes enfants : Rock Star Baby.